# Wilton (Alabama)
Wilton es un pueblo ubicado en el condado de Shelby en el estado de Alabama (Estados Unidos). En el censo de 2000, su población era de 580 habitantes.

## Demografía
En el 2000, la renta per cápita promedia de un hogar en Wilton era de $33 750 y el ingreso promedio por familia de $40 833. El ingreso per cápita de la localidad era de $15 056. Los hombres tenían un ingreso per cápita de $30 893 y las mujeres de $20 500.

## Geografía
Wilton está situado en las coordenadas 33°4′54″N 86°52′46″O / 33.08167, -86.87944 (33.081799, -86.879458) Según la Oficina del Censo de los Estados Unidos, la ciudad tiene un área total de 0,83 millas cuadradas (2,15 km²).